# 이영수 (1950년)
이영수(1950년 12월 15일 ~ )는 대한민국의 정치인이다. 제20대 인천 남구청장을 역임했다.

## 역대 선거 결과
|  | 54.59% |

|  | 39.86% |